# Melozone fusca
Melozone fusca là một loài chim trong họ Emberizidae.